# Reprezentacja Argentyny w piłce wodnej mężczyzn
Reprezentacja Argentyny w piłce wodnej mężczyzn – zespół, biorący udział w imieniu Argentyny w meczach i sportowych imprezach międzynarodowych w piłce wodnej, powoływany przez selekcjonera, w którym mogą występować wyłącznie zawodnicy posiadający argentyńskie obywatelstwo. Za jej funkcjonowanie odpowiedzialny jest Argentyński Związek Pływacki (CADDA), który jest członkiem Międzynarodowej Federacji Pływackiej.

## Historia
W 1928 reprezentacja Argentyny rozegrała swój pierwszy oficjalny mecz na igrzyskach olimpijskich.

## Udział w turniejach międzynarodowych

### Igrzyska olimpijskie
Reprezentacja Argentyny 3-krotnie występowała na Igrzyskach Olimpijskich. Dotarła do 1/8 finału w 1928 roku.

### Mistrzostwa świata
Dotychczas reprezentacji Argentyny jeden raz udało się awansować do finałów MŚ. Najwyższe osiągnięcie to 16. miejsce w 2015.

### Puchar świata
Argentyna żadnego razu nie uczestniczyła w finałach Pucharu świata.

### Igrzyska panamerykańskie
Argentyńskiej drużynie 17 razy udało się zakwalifikować na Igrzyska panamerykańskie. W 1951 i 1955 została mistrzem.